# Zenodorus rhodopae
Zenodorus rhodopae là một loài nhện trong họ Salticidae.
Loài này thuộc chi Zenodorus. Zenodorus rhodopae được Henry Roughton Hogg miêu tả năm 1915.